# She Makes Me Go
She Makes Me Go è un singolo del cantante iraniano Arash, pubblicato il 17 settembre 2012 come estratto dal terzo album in studio Superman.

## Descrizione
Il brano, che contiene un campionamento di Think About the Way di Ice MC e Alexia del 1994, ha visto la collaborazione del cantante giamaicano Sean Paul.

## Successo commerciale
Il singolo ha ottenuto successo a livello mondiale.